# Mečislavs Dubra
Mečislavs Dubra (ros. Мечислав Язепович Дубра) (ur. 8 listopada 1934, zm. 22 września 2003) – łotewski sowiecki działacz państwowy, przewodniczący Komitetu Wykonawczego Miejskiej Rady Deputowanych Ludowych Rygi (1978–1984).

## Życiorys
W latach 1978–1984 stał na czele administracji miejskiej Rygi jako przewodniczący Komitetu Wykonawczego Miejskiej Rady Deputowanych Ludowych. Następnie był m.in. deputowanym Rady Najwyższej Łotewskiej SRR.